# Chester Beatty Library

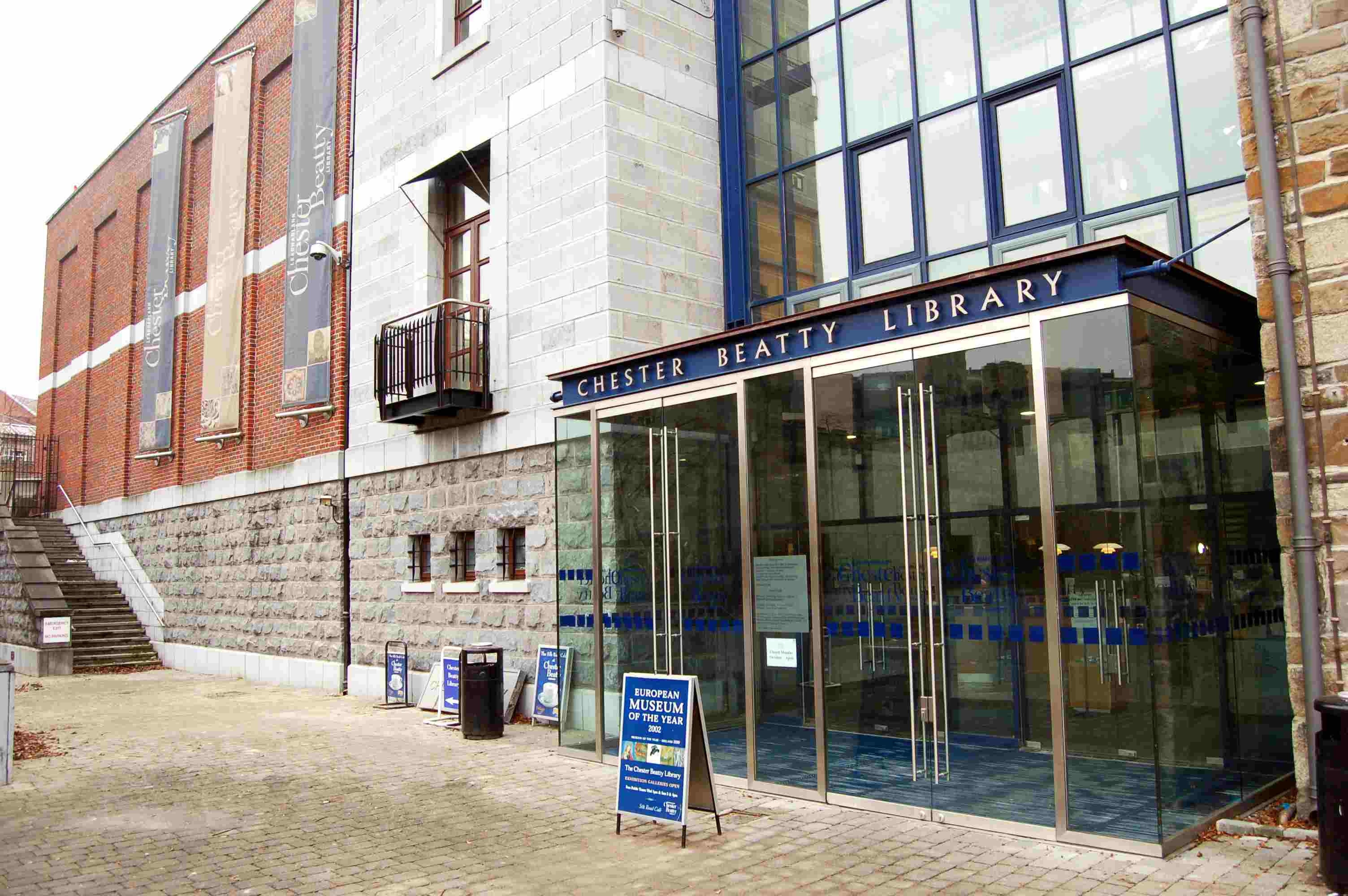
Entré

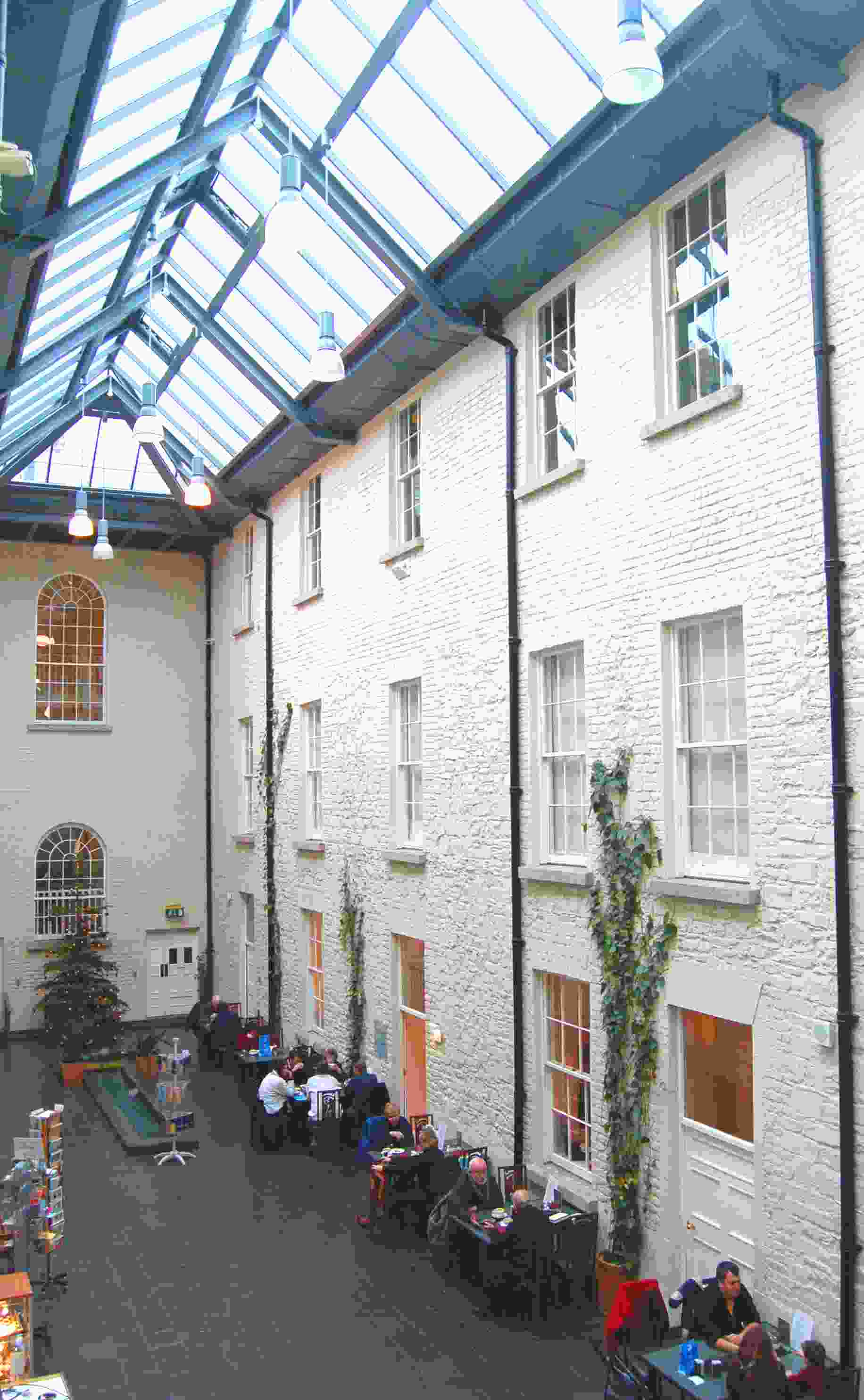
Atrium

Chester Beatty Library är ett bibliotek och ett arkiv i Dublin, Irland, som grundades 1950 för att förvalta gruvägaren Alfred Chester Beattys samlingar.
Det nuvarande biblioteket på Dublin Castles område, öppnades i februari 2000, på 125-årsdagen av Beattys födelse. Museet fick priset European Museum of the Year Award 2002.
Samlingarna innehåller manuskript, miniatyrmålningar, tryck, teckningar, sällsynta böcker, samt en del dekorativ konst från islamska, östasiatiska och västerländska samlingar. Chester Beatty LIbrary är en viktig källa för forskning om både Gamla och Nya Testamentet och har betydelsefulla samlingar av islamska och östasiatiska föremål.